# Hether Burn
Der Hether Burn ist ein Wasserlauf in Cumbria, England. Er entsteht südlich von Stapleton als Leaps Flosh. Er fließt in südlicher Richtung und wechselt südlich der Flosh Bridge seinen Namen und fließt dann in westlicher Richtung bis zu seiner Mündung in den River Lyne.